# Обмяна на връзки
Обмяната на връзки (на английски: Link exchange) представлява конфедерация от уебсайтове, която оперира подобно на уеб пръстен. Уебмастерите регистрират своите уебсайтове чрез централна организация, която извършва обмяната и в замяна получават от обмяната HTML код, който въвеждат в своите уеб страници. За разлика от уеб пръстена, където HTML кодът се състои от прости пръстеновидни навигационни хипервръзки, при обмяната на връзки, HTML кодът предизвиква появата на банер реклами на сайтовете на другите членове на обмяната и администраторите трябва да създадат подобни банер реклами за своите собствени уебсайтове. 
Банерите се свалят от „борсата“ за обмяна. Чрез наблюдение върху борсата се определя, на база информацията от рефералите, предоставена от уеб браузърите, колко пъти даден уебсайт, участник на борсата, е показвал на посетителите си банери на други участници, и кредитира този сайт с броя показвания на неговия банер върху нечий друг уебсайт. Обмените на връзки обикновено оперират в съотношение 2:1, така че на всеки два пъти, в които даденият уебсайт показва банер рекламата на друг член, този друг член показва банер рекламата на първия по веднъж. Това съотношение на страницата между импресии и кредити се приема за обменен курс (exchange rate).
Една от първите борси за обмяна на връзки е LinkExchange, компания, която сега е притежание на Microsoft. 
Обмяната на връзки има както предимства, така и недостатъци от гледна точка на онези, които използват Световната мрежа за маркетинг. От една страна те имат предимството: да привличат високо целеви потребители (при борси, в които всички участници в обмена имат сходни уебсайтове), да повишават популярността на даден сайт в уеб търсачките, както и предимството да представляват сравнително стабилни методи за свързване в уеб. От друга страна, те имат недостатъка потенциално да отвличат вниманието на потребителите към други сайтове, преди те да са разгледали изцяло сайта, към който първоначално са били препратени. 
Фейг отбелязва няколко аспекта на компаниите за обмяна на връзки, които бъдещи членове следва вземат под внимание:
- Банерите, които са анимирани отнемат повече време да се заредят. Някои компании налагат ограничения за продължителността на анимациите.
- Размерът, в байтове, на банера е важен и оказва влияние както върху продължителността на зареждането му, така и върху продължителността на показването му на уебсайта.
- Контролът върху предмета на рекламата е важен. Някои компании предлагат гаранции, че рекламите ще бъдат ограничени до определени теми, няма да включват порнографско съдържание и т.н.
- Компании, които предлагат средства в услуга на уебмастърите за проектиране на банери, често използват автоматизирани средства, при които генерираният проект за банер не се преглежда предварително от човек.